# Cyanopterus bohayicus
Cyanopterus bohayicus är en stekelart som beskrevs av Sergey A. Belokobylskij 2000. Cyanopterus bohayicus ingår i släktet Cyanopterus och familjen bracksteklar. Inga underarter finns listade i Catalogue of Life.